# Effetto Ferranti
L'effetto Ferranti consiste in un innalzamento o sopraelevazione di tensione nell'estremo a vuoto di una linea elettrica quando l'altro estremo è alimentato ad una tensione impressa.
L'effetto prende il nome dell'ingegnere Sebastian Ziani de Ferranti, che nei primi anni del 1900 notò che i nodi della rete di Londra, composta prevalentemente di condutture in cavo, subivano nella notte (ovvero quando le linee erano a basso carico o a vuoto) un innalzamento di tensione.

## Dimostrazione
Ci si riferisca al modello a {\displaystyle T} di una linea a costanti concentrate, analogo al modello a {\displaystyle \Pi }, nel quale l'induttanza di esercizio {\displaystyle L_{e}} viene suddivisa metà al lato sinistro e l'altra metà a destra del ramo derivato contenente la capacità d'esercizio {\displaystyle c_{e}}, ed inoltre si trascuri la componente resistiva della linea.
Si indichi la parte relativa all'alimentazione, per il teorema di Thévenin, con un generatore equivalente di forza elettromotrice di valore {\displaystyle V_{g}}, di valore fornito dall'operatore della rete, in serie con un'impedenza subtransitoria di corto circuito:
{\displaystyle {\bar {Z}}=j\omega L_{g}} 
derivabile dalla corrente di corto circuito trifase subtransitoria nel nodo considerato.

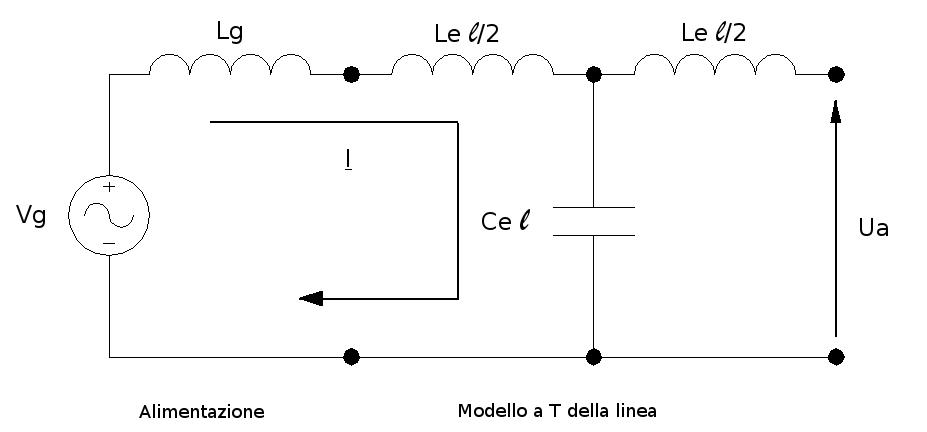
Circuito equivalente per la dimostrazione dell'effetto Ferranti

In questa situazione si nota che la corrente fluisce nel ramo derivato, dato che il circuito a valle della linea è aperto, e risulta essere:
In base a questa equazione è possibile calcolare la tensione presente all'estremo libero Va come la caduta di tensione presente sull'impedenza trasversale capacitiva:
Da questa formula è possibile notare come la tensione all'arrivo sia maggiore di quella in partenza erogata dal generatore equivalente. 
Supponendo quindi che la rete di alimentazione abbia una potenza di corto circuito trifase infinita e di conseguenza {\displaystyle L_{g}=0}, è possibile scrivere la sopraelevazione di tensione in rapporto alla tensione {\displaystyle {\bar {V_{f}}}} stessa nel modo seguente:
Quest'ultima fa chiaramente notare che l'effetto Ferranti è tanto più marcato quanto:
- maggiore è la lunghezza {\displaystyle l} della linea;
- maggiore è la pulsazione {\displaystyle \omega } e quindi la frequenza {\displaystyle f}, motivo per cui nazioni con frequenza di rete pari a 60 Hz (USA, Canada, alcuni paesi del Centro e Sud America) risentono maggiormente di questo effetto;
- maggiore è il prodotto {\displaystyle L_{e}c_{e}}. Dato che l'induttanza di esercizio di una linea in cavo risulta essere tra 0,3 e 0,6 volte rispetto all'induttanza di esercizio di una linea aerea, e poiché la capacità di esercizio di una linea in cavo risulta essere tra 20 e 60 volte quella corrispettiva di una linea aerea, si può notare che la sopraelevazione di tensione di una linea in cavo risulta essere tra 6 e 60 volte quella di una linea aerea. Quindi le condutture in cavo soffrono maggiormente del fenomeno rispetto alle linee aeree, motivo per cui le linee in cavo devono essere mediamente da 10 a 30 volte più corte rispetto alle linee aeree, salvo eventuali provvedimenti compensativi delle capacità.